# Koripallon miesten SM-sarjakausi 1963-1964
La Koripallon miesten SM-sarjakausi 1963-1964 è stata la 24ª edizione del massimo campionato finlandese di pallacanestro maschile. La vittoria finale è stata ad appannaggio dell'Hels. Kisa-Toverit.

## Risultati

### Stagione regolare
|     | Squadra             | G  | V  | P  | PF   | PS   | Pt. | Qualificazione |
| --- | ------------------- | -- | -- | -- | ---- | ---- | --- | -------------- |
| 1.  | ToPo Helsinki       | 22 | 21 | 1  | 1698 | 1184 | 42  |                |
| 2.  | Hels. Kisa-Toverit  | 22 | 21 | 1  | 1869 | 1404 | 42  |                |
| 3.  | KTP-Basket          | 22 | 13 | 9  | 1493 | 1407 | 26  |                |
| 4.  | Työväen Maila-Pojat | 22 | 13 | 9  | 1515 | 1434 | 26  |                |
| 5.  | Helsingin NMKY      | 22 | 13 | 9  | 1584 | 1537 | 26  |                |
| 6.  | Turun Riento        | 22 | 12 | 10 | 1500 | 1473 | 24  |                |
| 7.  | Namika Lahti        | 22 | 10 | 12 | 1399 | 1547 | 20  |                |
| 8.  | Tampereen Pyrintö   | 22 | 9  | 13 | 1441 | 1440 | 18  |                |
| 9.  | Pantterit           | 22 | 8  | 14 | 1511 | 1623 | 16  |                |
| 10. | Tapion Honka        | 22 | 6  | 16 | 1492 | 1717 | 12  | retrocesse     |
| 11. | Karhun Pojat        | 22 | 4  | 18 | 1506 | 1820 | 8   | retrocesse     |
| 12. | Tampereen Kiertäjät | 22 | 2  | 20 | 1369 | 1791 | 4   | retrocesse     |

### Spareggio
| Squadra 1     | Risultato | Squadra 2          |
| ------------- | --------- | ------------------ |
| ToPo Helsinki | 72-88     | Hels. Kisa-Toverit |

| Koripallon miesten SM-sarjakausi 1963-1964 |
| ------------------------------------------ |
| Hels. Kisa-Toverit 4º titolo               |

## Formazione vincitrice
| N° | Naz.                 | Ruolo | Sportivo        |  | Alt. |  |
| -- | -------------------- | ----- | --------------- |  | ---- |  |
|    | Finlandia (bandiera) |       | Pertti Laanti   |  | 195  |  |
|    | Finlandia (bandiera) |       | Pertti Risku    |  |      |  |
|    | Finlandia (bandiera) |       | Martti Liimo    |  | 193  |  |
|    | Finlandia (bandiera) |       | Kari Liimo      |  | 200  |  |
|    | Finlandia (bandiera) |       | Raimo Vartia    |  | 184  |  |
|    | Finlandia (bandiera) |       | Viktor Kaltala  |  |      |  |
|    | Finlandia (bandiera) |       | Teijo Finneman  |  | 183  |  |
|    | Finlandia (bandiera) |       | Kari Nyqvist    |  |      |  |
|    | Finlandia (bandiera) |       | Jaakko Manssila |  |      |  |
|    | Finlandia (bandiera) |       | Pekka Sorsa     |  |      |  |
|    | Finlandia (bandiera) |       | Pertti Hurme    |  |      |  |
|    | Finlandia (bandiera) | All.  |                 |  |      |  |